# Thăng hoa

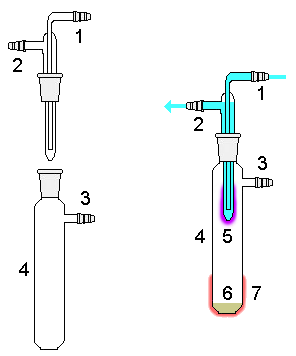
Bộ máy thăng hoa đơn giản. Nước thường lạnh, được lưu thông trong ngón tay lạnh để cho phép. 1: Đường nước làm mát vào. 2: Đường nước làm mát ra. 3: Chân không / đầu vào khí 4: Buồng thăng hoa. 5: Hợp chất thăng hoa. 6: Các hợp chất mong muốn đã được lắng đọng. 7: Làm nóng.

So sánh đồ thị trạng thái của cacbon dioxit (màu đỏ) và nước (màu xanh), cho thấy điểm thăng hoa của cacbon dioxit có thể thăng hoa tại 1 atm. Khi đá khô nóng lên, nó vượt qua điểm này trên đường nằm ngang, chuyển trực tiếp từ pha rắn sang pha khí. Trong khi đó, nước phải qua pha lỏng ở 1 atm.

Thăng hoa (sublimation) là quá trình chuyển biến trạng thái vật chất, trực tiếp từ thể rắn qua thể khí, mà không cần qua thể lỏng ở trung gian. Thăng hoa là một quá trình thu nhiệt xảy ra ở các nhiệt độ và áp suất bên dưới điểm ba của chất trong biểu đồ pha, tương ứng với áp suất thấp nhất mà chất có thể tồn tại ở thể lỏng. Quá trình ngược lại với thăng hoa được gọi là ngưng kết, trong đó một chất chuyển trực tiếp từ thể khí thành thể rắn. Thăng hoa cũng đã được sử dụng như một thuật ngữ chung để mô tả một sự chuyển biến gồm từ rắn sang khí (thăng hoa), kế tiếp là sự chuyển biến từ khí săng rắn (ngưng kết). Trong khi hóa hơi từ thể lỏng sang thể khí xảy ra dưới hình thức bay hơi trên bề mặt nếu nó xảy ra dưới điểm sôi của chất lỏng, và sự sôi với các bọt khí được hình thành trong khối chất lỏng nếu nó xảy ra tại điểm sôi, không có sự phân biệt tương tự đối với quá trình chuyển từ thể rắn sang thể khí, bởi nó luôn xảy ra dưới hình thức thăng hoa trên bề mặt chất rắn.
Ở áp suất thường, hầu hết các hợp chất hóa học và các nguyên tố tồn tại ở 3 trạng thái khác nhau ở các mức nhiệt độ không giống nhau. Trong các trường hợp này, sự chuyển đổi trạng thái từ rắn sang khí đòi hỏi phải trải qua trạng thái lỏng trung gian. Tuy nhiên áp suất đề cập ở đây là áp suất riêng phần của vật chất chứ không phải áp suất tổng thể (chẳng hạn áp suất khí quyển) của hệ. Vì thế tất cả các chất rắn có áp suất hơi có thể đo được ở một nhiệt độ nhất định thường có thể thăng hoa trong không khí (như băng nước dưới 0 °C). Đối với vài chất, ví dụ như cacbon và arsenic, thăng hoa là dễ dàng hơn sự bay hơi chất lỏng nóng chảy, bởi vì áp suất điểm ba của chúng là rất cao, và rất khó để thu được chúng dưới dạng lỏng.
Thuật ngữ thăng hoa được sử dụng để chỉ một quá trình biến đổi trạng thái vật lý và không phải chỉ sự biến đổi từ một chất rắn thành một chất khí khác trong một phản ứng hóa học. Ví dụ, sự phân ly khi đun nóng nhôm chloride thành hydro chloride và amoniac không phải là thăng hoa mà là một phản ứng hóa học. Tương tự, sự cháy của các cây nến, chứa sáp parafin, trở thành carbon dioxide và hơi nước cũng là một phản ứng hóa học với oxy mà không phải thăng hoa.
Thăng hoa được gây ra bởi sự hấp thụ nhiệt lượng, cấp đủ năng lượng cần thiết để một số phân tử vượt qua được các lực hút của các phân tử lân cận và thoát ly vào pha hơi hoặc khí. Do quá trình thăng hoa cần thêm năng lượng thu vào, nó là một sự biến đổi thu nhiệt. Entanpi thăng hoa (còn gọi là nhiệt thăng hoa) có thể được tính bằng cách cộng entanpi nóng chảy và entanpi hóa hơi.
Các hợp chất thường gặp có liên quan tới hiện tượng thăng hoa: băng phiến (còn gọi là naftalin chống mọt), băng khô, xăng khô, băng, tuyết, iod,...

## Ví dụ

### Cacbon dioxit

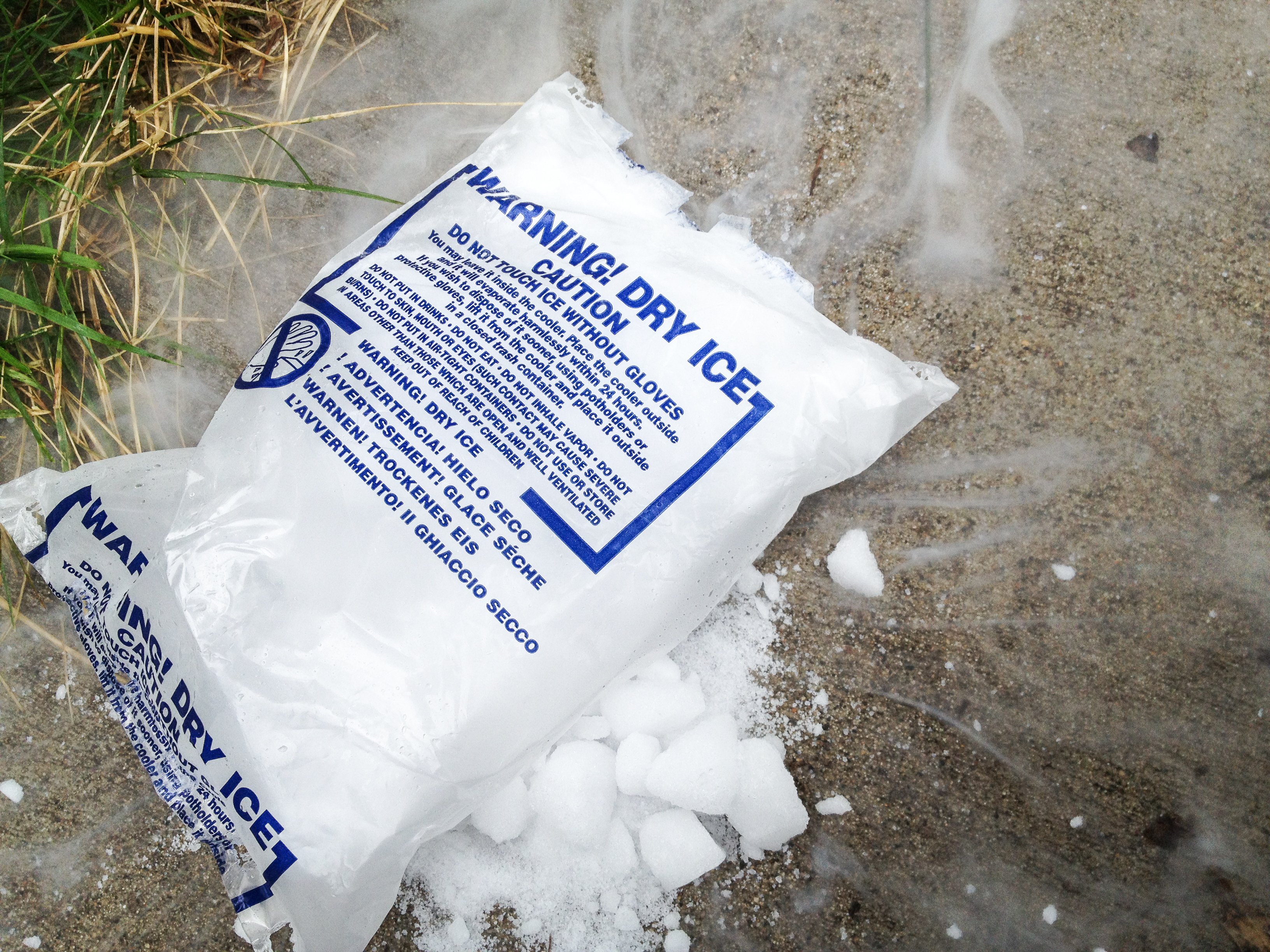
Băng khô thăng hoa trong không khí

Cacbon dioxit (băng khô) thăng hoa ở mọi điều kiện trên đường biểu diễn bên dưới điểm ba (tức là ở nhiệt độ −78.5 °C (194.65 K, −109,30 °F) tại áp suất khí quyển), trong khi nó có thể nóng chảy thành CO2 lỏng trên đường phân cách rắn-lỏng ở các nhiệt độ và áp suất bên trên điểm ba (i.e., 5.1 atm, −56.6 °C).

### Nước
Băng và tuyết có thể thăng hoa dù chậm hơn, ở các nhiệt độ bên dưới điểm đông đặc/nóng chảy, thuộc đường đẳng nhiệt 0 °C đối với các áp suất riêng phần thấp hơn áp suất điểm ba 612 Pa (0,00604 atm). Trong quá trình sấy đông khô, vật liệu cần loại nước được đông lạnh và nước được cho thăng hoa trong điều kiện áp suất giảm hoặc chân không.

### Naphthalen

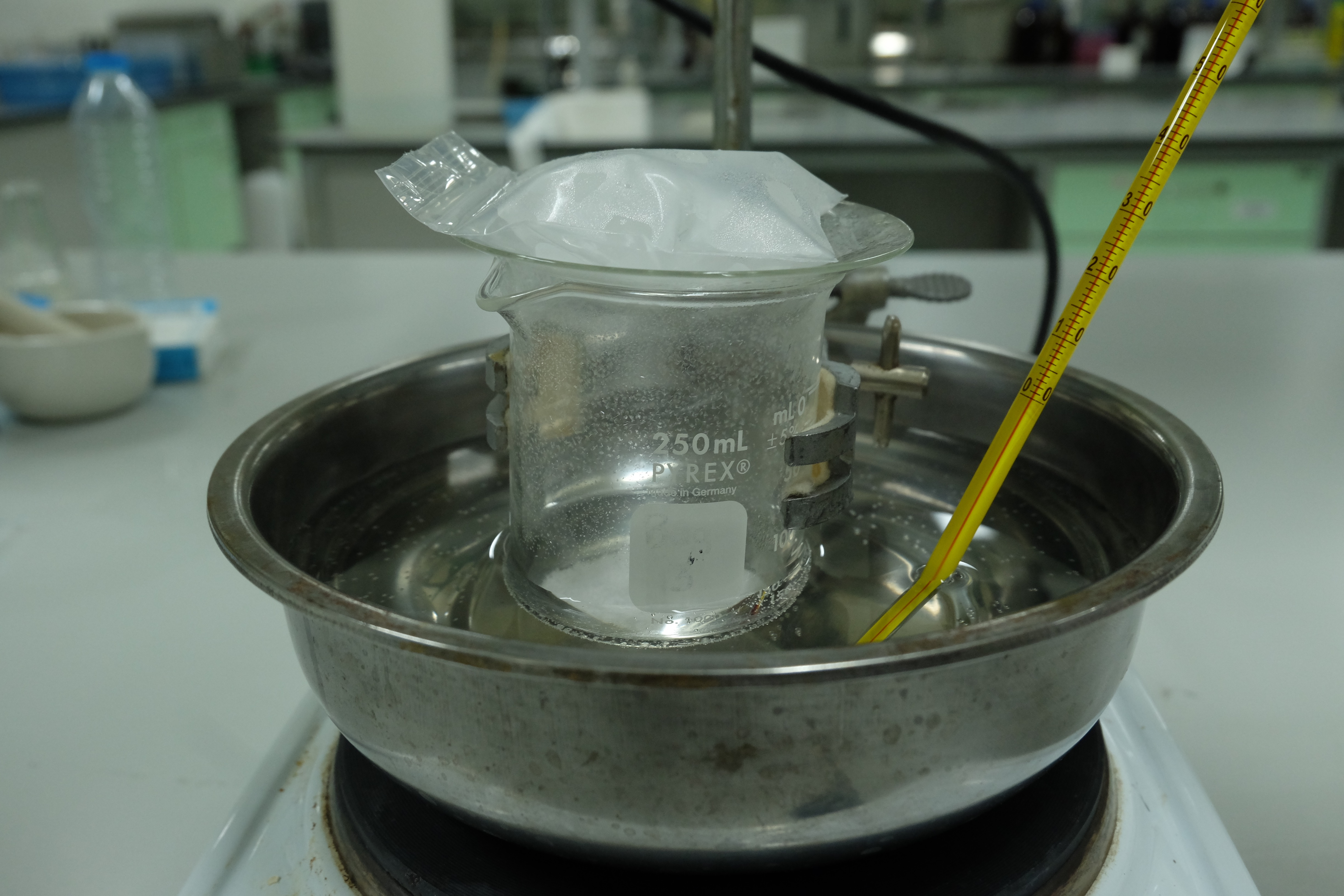
Thí nghiệm về phản ứng thăng hoa của băng phiến. Băng phiến rắn thăng hoa và tạo thành cấu trúc giống tinh thể ở đáy của đĩa thủy tinh.

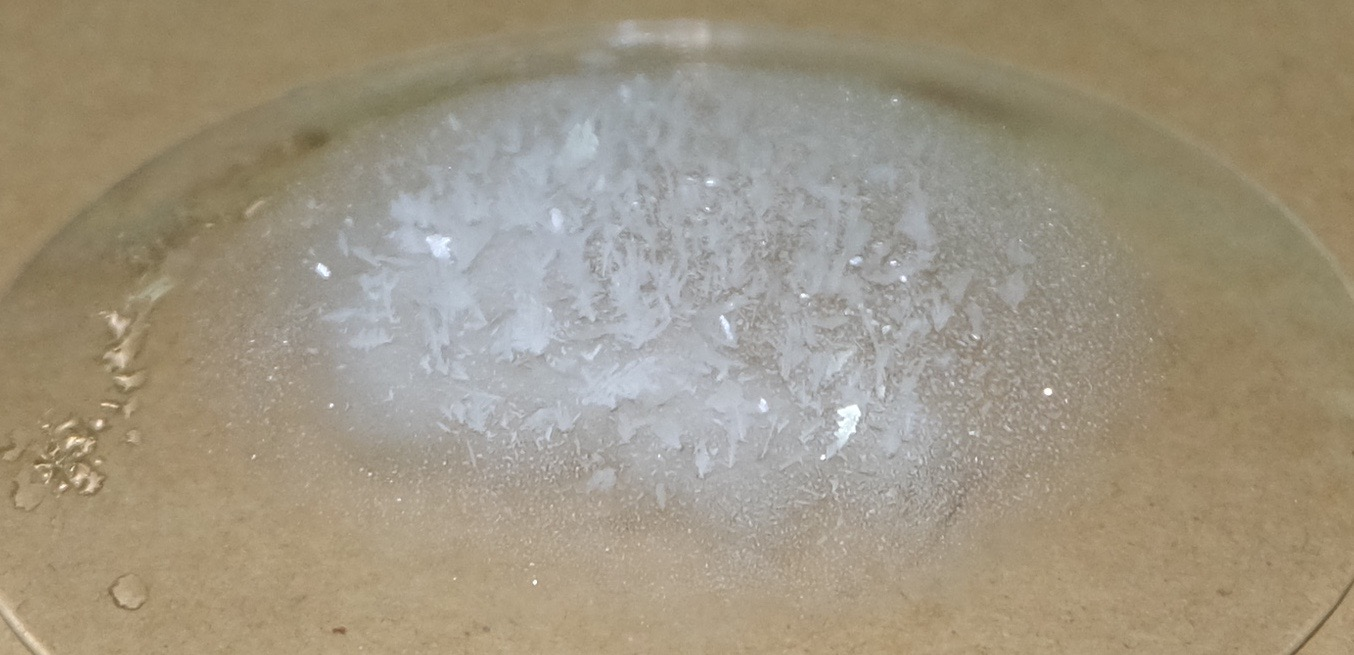
Hợp chất rắn của băng phiến thăng hoa để tạo thành cấu trúc giống tinh thể trên bề mặt lạnh

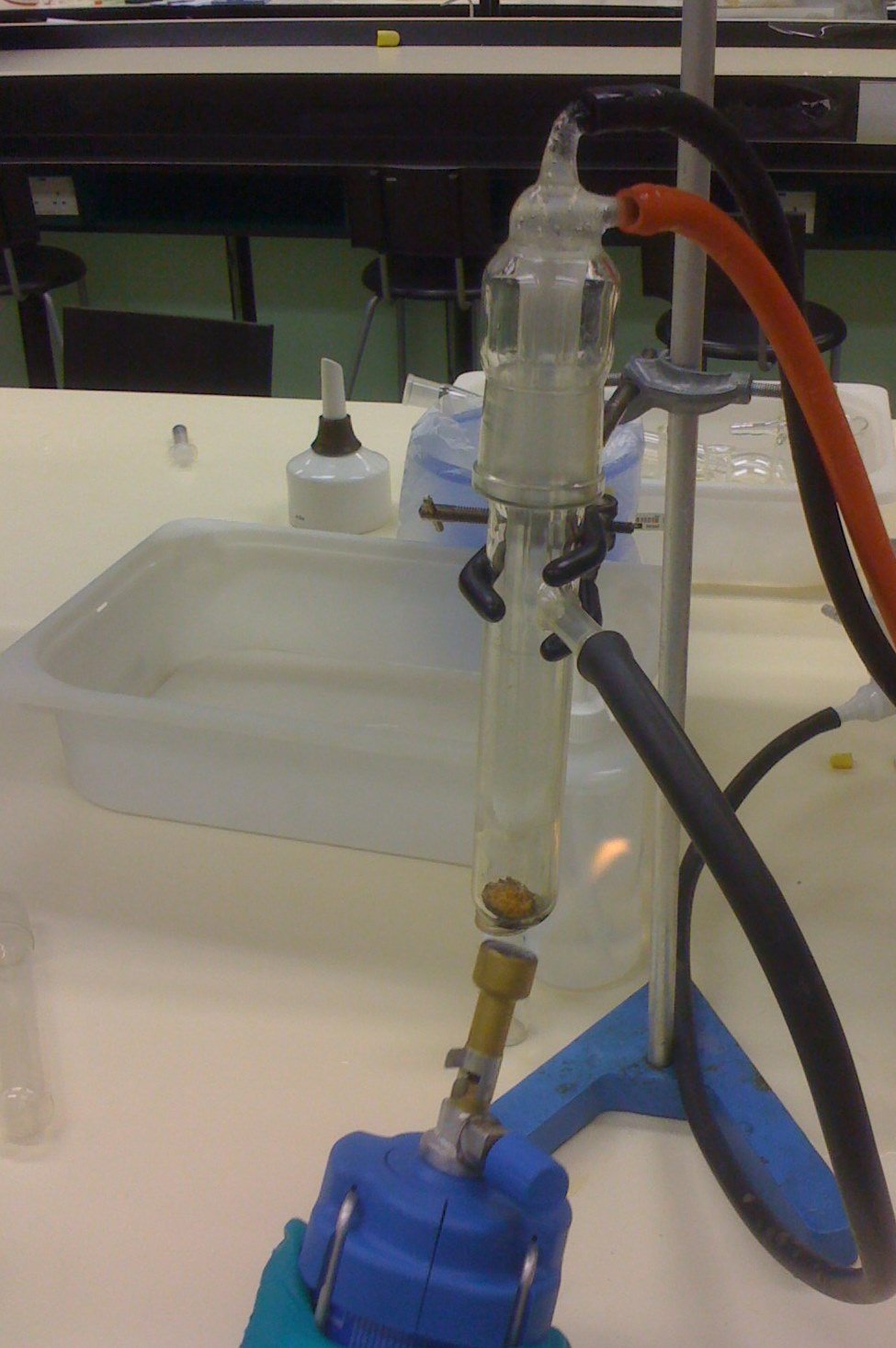
Long não thăng hoa trong ống ngón tay lạnh. Chất sản phẩm thô ở dưới đáy ống ngoài có màu nâu đậm; sản phẩm tinh khiết màu trắng bám trên đáy của ngón tay lạnh khó trông thấy được do nền đằng sau sáng.

Băng phiến, một hợp chất hữu cơ thường có trong các loại thuốc chống côn trùng, có thể thăng hoa dễ dàng bởi vì nó được cấu tạo bởi các phân tử không phân cực mà lực liên kết giữa chúng chỉ gồm lực van der Waals. Băng phiến là một chất rắn thăng hoa ở áp suất khí quyển tiêu chuẩn với nhiệt độ thăng hoa khoảng 80 °C hay 176 °F. Ở nhiệt độ thấp, áp suất hơi của nó, 1 mmHg tại 53 °C, là đủ cao để làm cho dạng rắn có thể chuyển thành khí. Trên các bề mặt đủ lạnh, hơi băng phiến sẽ hóa rắn, tạo thành các tinh thể dạng hình kim.

### Các chất khác
Iod tạo ra khói khi đun nóng nhẹ, mặc dù điều này xảy ra ở trên điểm ba và do đó không phải là thăng hoa thực sự. Có thể thu được iod lỏng ở áp suất khí quyển bằng cách điều chỉnh nhiệt độ ở mức ngay phía trên nhiệt độ nóng chảy của iod. Trong khoa học pháp y, hơi iod có thể làm hiển thị dấu vân tay ẩn trên một tờ giấy. Arsen cũng có thể thăng hoa ở nhiệt độ cao.
Cadmi và kẽm không phải là vật liệu phù hợp để sử dụng trong chân không bởi vì trong điều kiện đó chúng thăng hoa nhiều hơn các vật liệu thông thường khác.

## Ứng dụng

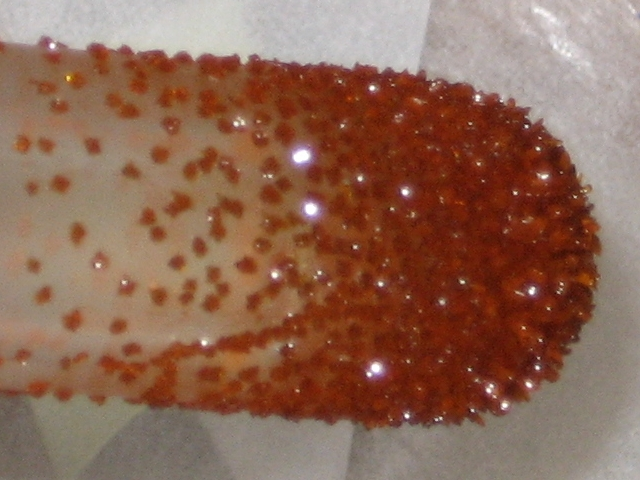
Tinh thể ferrocene ngưng kết bám trên mặt ngoài của ống ngón tay lạnh, sau quá trình tinh chế bằng thăng hoa chân không

Khi xử lý vật liệu trong kỹ thuật cắt laser thăng hoa, sự thăng hoa xảy ra với công suất xung cao của tia laser. Vật liệu không cần phải trước hết nóng chảy, mà có thể chuyển pha trực tiếp từ trạng thái rắn sang khí. Kết quả là một vết cắt rất sạch, không có xỉ và các cạnh bị sờn.
Những ứng dụng khác bao gồm sấy đông khô thực phẩm, một phương pháp sấy không sử dụng nhiệt và do đó ít ảnh hưởng tới chất lượng hơn các phương pháp khác. Sơn in thăng hoa là một công nghệ in kỹ thuật số sử dụng đối tượng in đầy đủ màu sắc với chất liệu nền polyester hoặc phủ polymer. Trong máy sơn in thăng hoa, sáp nhuộm màu được sử dụng thay cho mực. Nó được làm nóng tới gần 200 °C bởi các vi điện trở phân bố trên đầu in và được chuyển tức thì từ trạng thái rắn sang trạng thái khí, sau đó được dẫn vào tấm in nơi nó nguội đi và trở về dạng rắn. Ưu điểm của quá trình này ở chỗ nó dựa vào các đặc tính trong suốt của sáp. Với phương pháp in thăng hoa, sự chuyển đổi là đơn giản: một điểm màu trên ảnh kỹ thuật số tương ứng với một điểm màu trên ảnh in. Do đó, để in một điểm màu có sẵn, máy in chồng chất ba lớp sáp (màu vàng, hồng cánh sen và xanh lơ) với những mật độ khác nhau để cùng nhau tạo nên sắc độ mong muốn, trong một bảng màu gồm tổng cộng 16,73 triệu màu.
Thăng hoa cũng là một phương pháp thay thế cho tái kết tinh trong quá trình tinh chế các sản phẩm trong tổng hợp chất hóa học. Một ví dụ về ứng dụng của thăng hoa với lượng nhỏ chất trong ngành hóa phóng xạ là sự tinh chế một nuclide trong quá trình xác định chu kỳ bán rã của đồng vị 79Se. Trong phòng thí nghiệm, thăng hoa thường được ứng dụng để tinh chế các hợp chất và vật liệu, chẳng hạn: ferrocene và pyrogallol, naphthalen, phthalic anhydride, camphor, anthraquinone, acid salicylic, acid benzoic, urani hexafluoride và một số kim loại.